# Cluemaster
Cluemaster (il cui vero nome è Arthur Brown) è un personaggio dei fumetti creato da Gardner Fox e Carmine Infantino nel 1966, pubblicato dalla DC Comics. Nasce come nemico di Batman, ma si evolve in nemesi di Robin. Pur avendo recentemente abbandonato il crimine, Arthur Brown continua a tenere il suo vecchio nome di battaglia.
Inizialmente si presenta come un ladruncolo e truffatore di Gotham City con l'impulso di lasciare degli indizi inerenti ai crimini che commette. Per tale ragione i giornali gli danno il nome di Cluemaster (da intendersi come il Padrone degli Indizi). Il suo modus operandi ricorda molto quello dell'Enigmista, da cui si differenzia per il fatto che gli indizi lasciati non sono in forma di indovinello. A causa della celebrità dell'Enigmista, Cluemaster viene spesso preso in giro e bollato come una brutta copia dell'Enigmista stesso.
Ha una figlia, Stephanie Brown, nota come Spoiler, dopo aver vestito i panni di Robin.

## Poteri e abilità
Cluemaster ha un'intelligenza superiore alla media, capacità di adattamento, talento per l'informatica e l'analisi tattica, e una vasta conoscenza in tutti i campi del sapere. In comune con l'Enigmista, gli schemi di Cluemaster ruotavano attorno a indizi che portavano a se stesso. A differenza della maggior parte dei nemici di Batman, Cluemaster è sano di mente, il che gli conferisce una relazione unica con Batman.
Cluemaster ha un vasto arsenale di palline di vetro plastico attaccate alla parte anteriore della sua uniforme. I pallini contengono varie armi offensive tra cui: bagliori incendiari accecanti, fumo, gas incapacitanti ed esplosivi.

## In televisione
Ne esiste una versione anche nella serie animata The Batman. Il personaggio animato è molto diverso da quello dei fumetti. Cluemaster è un uomo obeso affetto dalla sindrome di Peter Pan e desideroso di vendicarsi nei confronti del produttore di un quiz televisivo cui partecipò venendo (secondo il suo parere, ingiustamente) espulso e covando rancore per anni per l'accaduto. In questa versione non è padre di Stephanie Brown (che nello show non compare).